# Entrepotdok

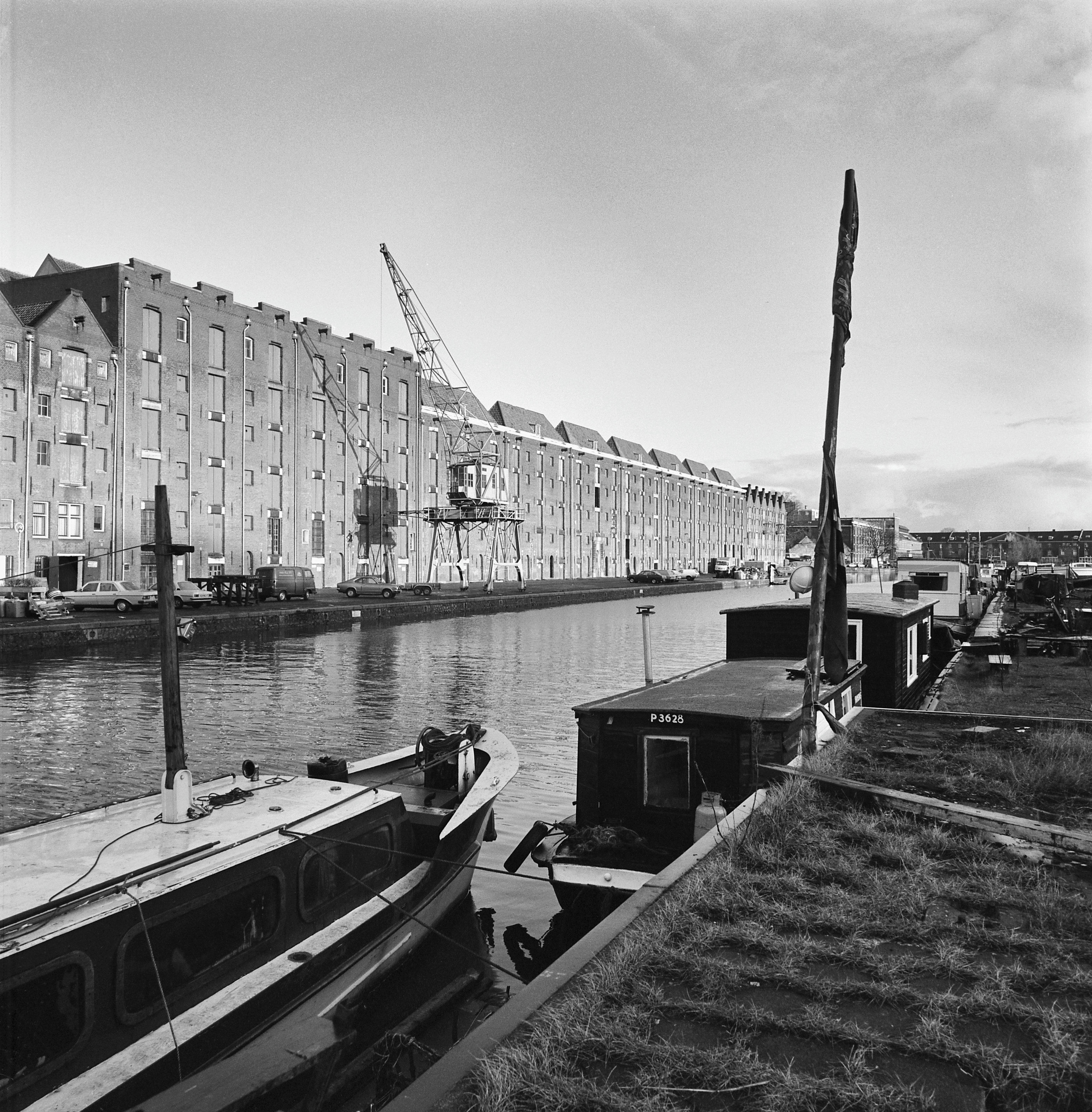
De pakhuizen aan het Entrepotdok in 1981, voor de verbouwing tot appartementen.

Het Entrepotdok is een gracht met een complex pakhuizen met dezelfde naam in Amsterdam, tussen het Kadijksplein en de Sarphatistraat, evenwijdig aan de Hoogte en Laagte Kadijk en de Plantagekade en dierentuin Artis. Het is het grootste bewoonde pakhuizencomplex van Amsterdam.
Halverwege wordt het Entrepotdok doorsneden door de Entrepotdoksluis. Iets verder naar het oosten ligt de "Geschutswerf". De Nijlpaardenbrug (brug nr. 1907; ophaalbrug voor fiets- en voetverkeer uit 1987) verbindt het Entrepotdok in zuidelijke richting met de Plantage Kerklaan en de Plantage Doklaan. Vanuit het westen is het voor fietsers en voetgangers toegankelijk via de poort in het voormalige hoofdgebouw op het Kadijkseiland.Vanuit noordelijke richting vanaf de Wittenburgergracht bereikbaar met de Pelikaanbrug. In 2018/2019 werd op een dukdalf in het water het beeldje Het duikstertje van Street Art Frankey gezet.

## Geschiedenis

### Pakhuizen
De oudste pakhuizen van het complex zijn na 1708 gebouwd. In 1827 kwamen de pakhuizen in bezit van het rijk en volgde een grondige verbouwing en uitbreiding door stadsarchitect Jan de Greef. Zo kwam toen het nog bestaande poortgebouw tot stand. Voor de Franse tijd in Nederland moest men voor doorvoergoederen op de Amsterdamse markt zowel invoer- als uitvoeraccijnzen betalen. Toen Amsterdam in de daaropvolgende periode veel concurrentie ondervond, werd hier ter stimulering van de transitohandel in 1827 het Algemeen Rijksentrepot ingericht.
Tot 1900 konden in dit entrepot goederen tijdelijk worden opgeslagen, zonder dat daarover invoerrechten hoefden te worden betaald. Men hoefde pas accijns te betalen op het moment dat de goederen op de markt werden gebracht. Het complex werd daartoe geheel afgesloten. Aan de Laagte Kadijk verscheen een muur en aan het Kadijksplein kwam een poortgebouw. Ook werden er pakhuizen bijgebouwd: het middendeel van het entrepot (op de foto hiernaast) kwam tussen 1830 en 1840 tot stand. Aan het Entrepotdok staan onder meer 84 monumentale pakhuizen, genoemd naar Nederlandse en Belgische steden. Die namen staan nog steeds aan de gevels. Door de instelling van het Rijksentrepot verdween ook de brug over de Rapenburgergracht (nu: Entrepotdok) en de verbinding van de Korte Kerkstraat (nu: Tussen Kadijken) met de Nieuwe Kerkstraat.
Nadat het dok rond 1900 zijn functie als stapelplaats van niet ingeklaarde goederen door de bouw van Het Nieuwe Entrepotdok aan de Cruquiusweg had verloren, stonden de gebouwen lange tijd leeg. Het complex kwam in handen van de gemeente. Op de laagste etages waren nog enkele bedrijven, maar het complex ging hard achteruit en diverse pakhuizen waren in een slechte staat. In de omgeving werd veel gesloopt, met name op Kattenburg, Wittenburg en Oostenburg, maar het Entrepotdok was tot Rijksmonument verklaard, zodat sloop daar niet mogelijk was.

### Verbouwing tot appartementen, voor sociale huurwoningen
Na decennia getouwtrek om de financiën is begin jaren tachtig, toen Jan Schaefer wethouder was, door de gemeente Amsterdam (grondbedrijf), woningbouwvereniging De Dageraad en architectenbureau Van Stigt een plan ontwikkeld voor hergebruik. Architect Joop van Stigt heeft bedacht om de verdiepingen uit te hollen / kernen, waardoor er in de zeer lange, donkere, pakhuisruimtes aan voor- en achterzijde appartementen gesitueerd konden worden rond een gemeenschappelijke binnenplaats. Hierdoor krijgen de woningen toch voldoende zonlicht. Op de begane grond en eerste verdieping zijn nieuwe bedrijfsruimtes gesitueerd. De kelders zijn in gebruik als berging, na nummer 52 ook als parkeergarage en bedrijfsruimte. In 1984 zijn de eerste woningen opgeleverd, in de pakhuizen 79 t/m 84 (nog uit 1708) en in het laatste pakhuis, nummer 13 (ook uit 1708) in 1989. Tamelijk uniek voor sociale woningbouw was dat bewoners konden meebeslissen over zaken als de inrichting van keuken en badkamer. De binnenhoven hebben de straatnaam Binnenkadijk gekregen. Voor de eerste woningen werd in 1984 tussen de 300 en 400 gulden huur betaald.
De toenmalige bewoners van het kraakpand Wijers aan de Nieuwezijds Voorburgwal kregen in 1984 van de gemeente het aanbod om de toen moeilijk verhuurbare bedrijfsruimtes op de begane grond te betrekken in ruil voor het opgeven van het kraakpand. Dit is door de krakers geweigerd, want men vond het Entrepotdok te ver buiten het centrum liggen.
Na het voltooien van het sociale woningbouwproject zijn de pakhuizen op het voormalige GEB-terrein, tussen de Entrepotdoksluis en de Geschutswerf verbouwd tot koopappartementen in de vrije sector. Deze zogeheten Kalenderpanden zijn vernoemd naar de maanden van het jaar. De panden werden aanvankelijk gekraakt, onder anderen door kunstenaars. De gemeente weigerde water aan te sluiten en ontruimde de panden in 2000. Architectenbureau Claus en Kaan creëerde hier in de 12 panden 42 woningen. Een appartement kostte in 2007 meer dan € 800.000.
Op de plaats van de voormalige elektriciteitscentrale aan de oostzijde van het Entrepotdok staat sinds 2001 het door Liesbeth van der Pol ontworpen appartementengebouw Aquartis. Een stuk steunmuur van de oorspronkelijke kolenopslag werd hier onderdeel van het nieuwe gebouw.

## Brug 1933
Dit is een brug uit begin 21e eeuw, vermoedelijk de jaren tien. Het is een voet- en fietsbrug tussen de kade van het Entrepotdok en een groenstrook langs de Sarphatistraat. Hier was een brug nodig om het hoogteverschil te overbruggen tussen het Entrepotdok en het talud behorende bij brug 1938, maar nog behorend bij een gesloopte spoorbrug naar een voormalig rangeerterrein ten noorden van Artis. Aan de andere zijde van dat talud naar de Sarphatistraat is voor een glooiende oplossing gekozen. Opvallend aan de brug is dat zij slechts over de driekwart lengte brugleuningen heeft, men kan dus vanaf de zijkant op de brug stappen.

## Afbeeldingen

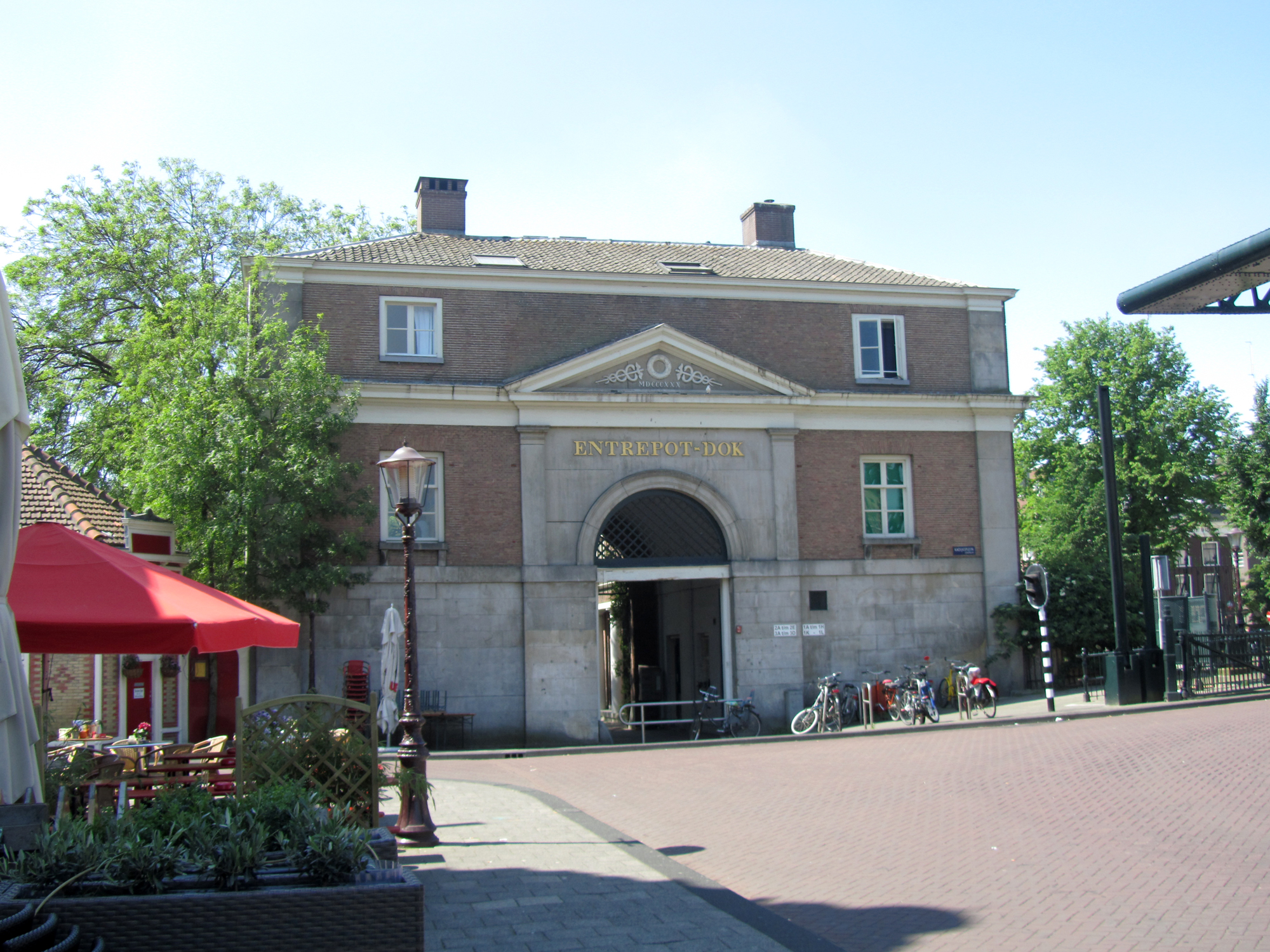
Poortgebouw op het Kadijksplein, naast de brug over de Nieuwe Herengracht.
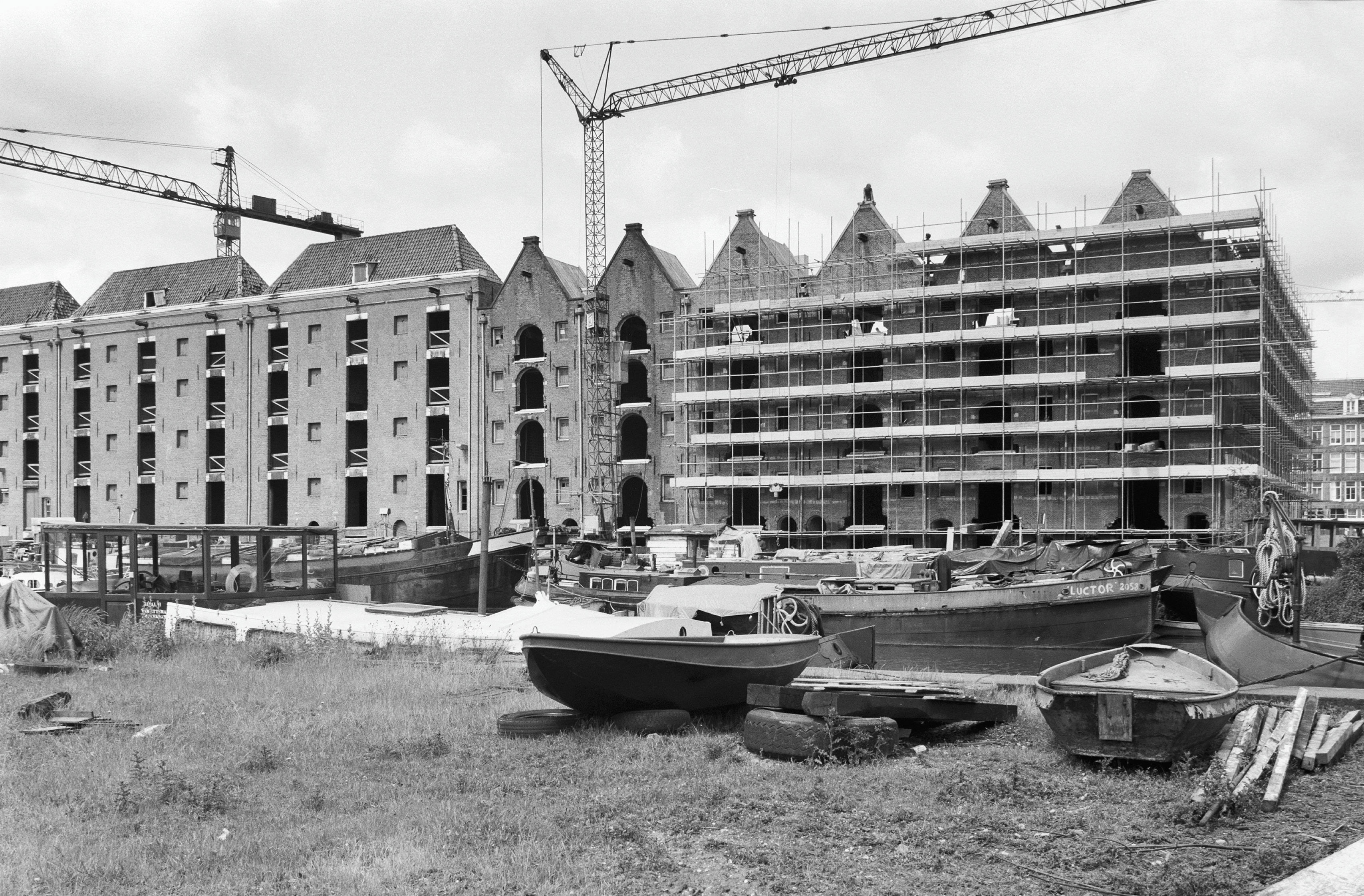
Verbouwing van het complex in 1983; rechts het oudste deel van het complex (uit 1708), links de tussen 1830 en 1840 gebouwde pakhuizen.
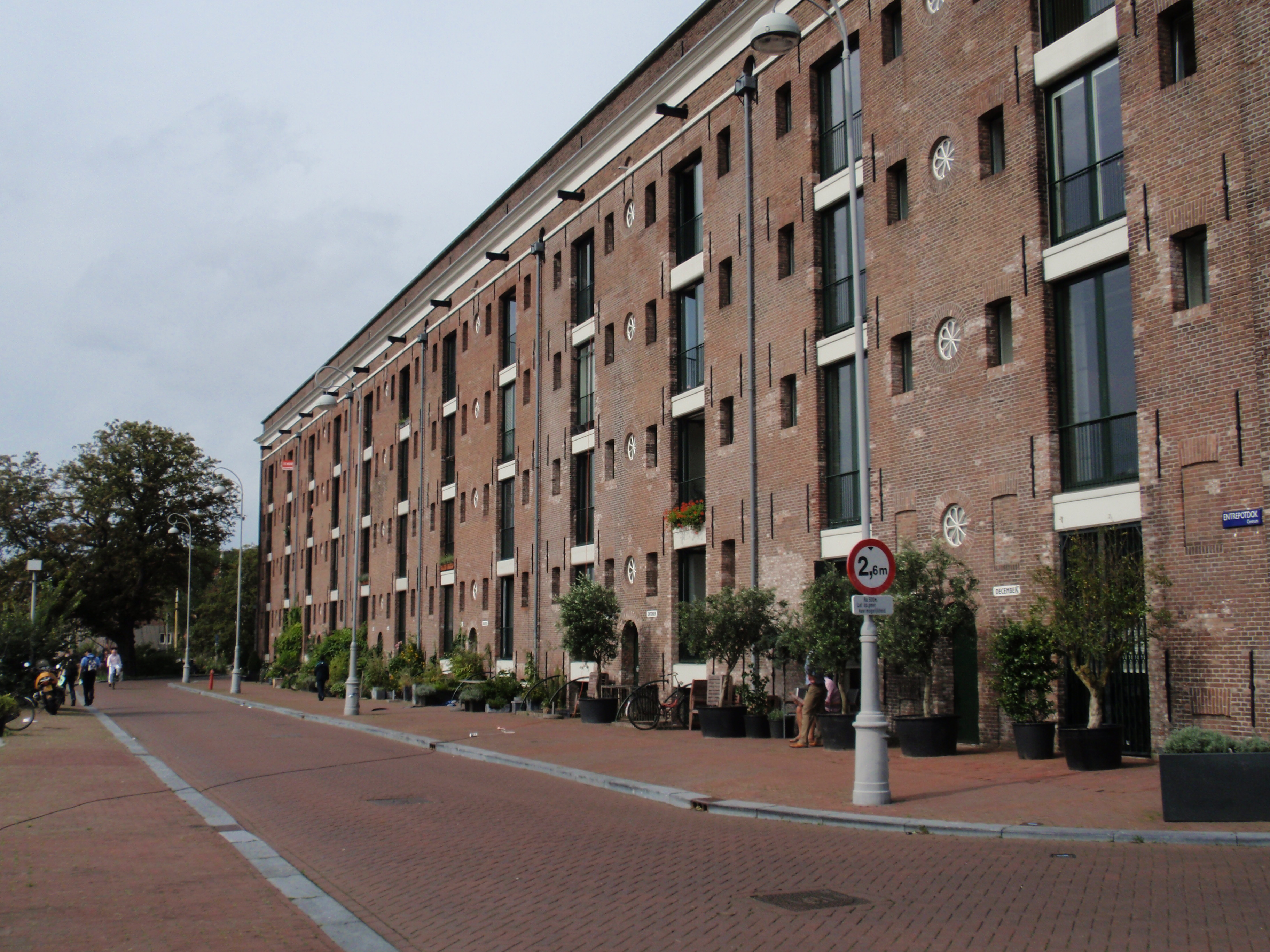
Kalenderpanden, pakhuizen vernoemd naar de maanden op v.m. GEB-terrein.
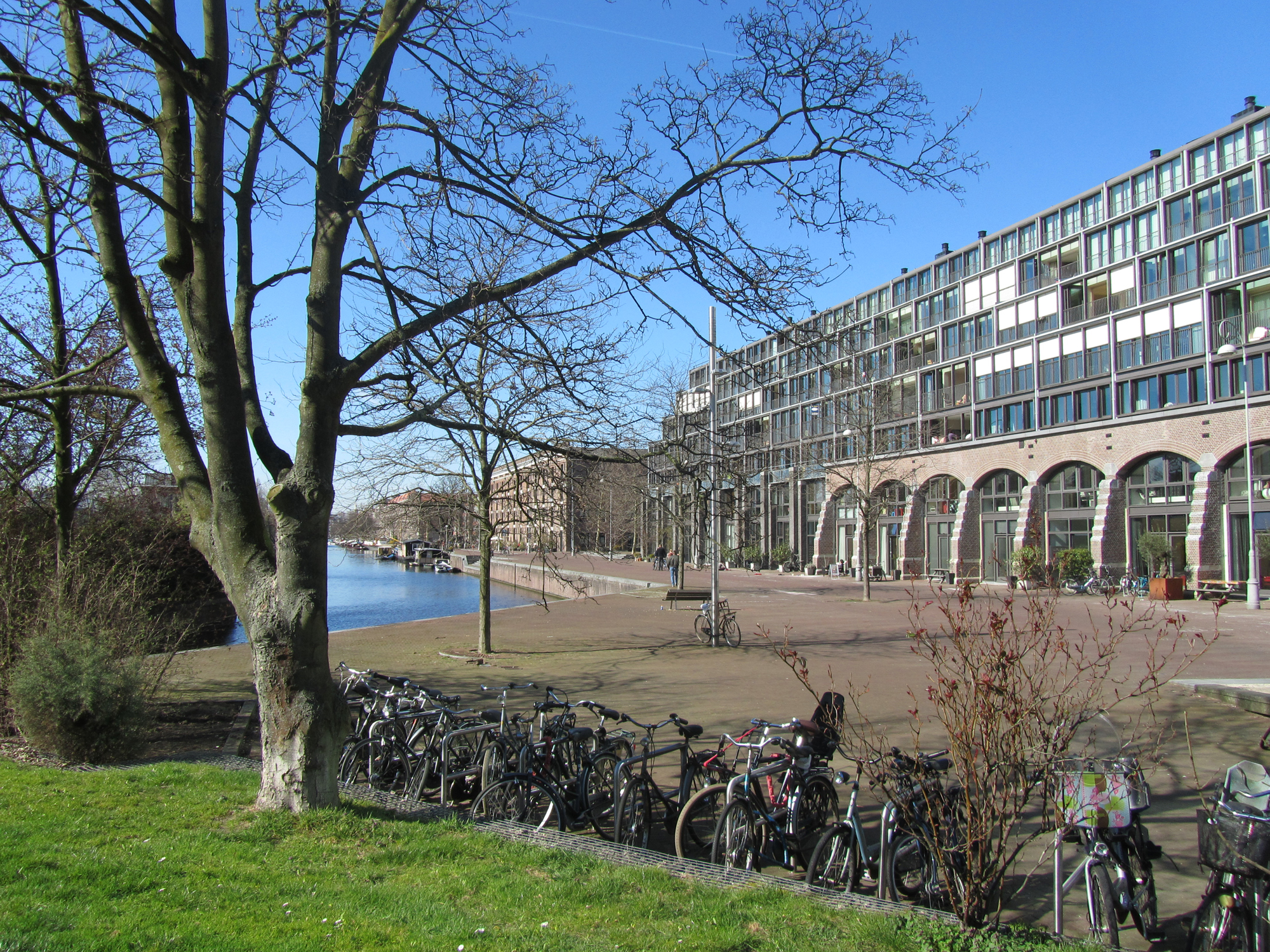
Entrepotdok gezien van de Sarphatistraat.
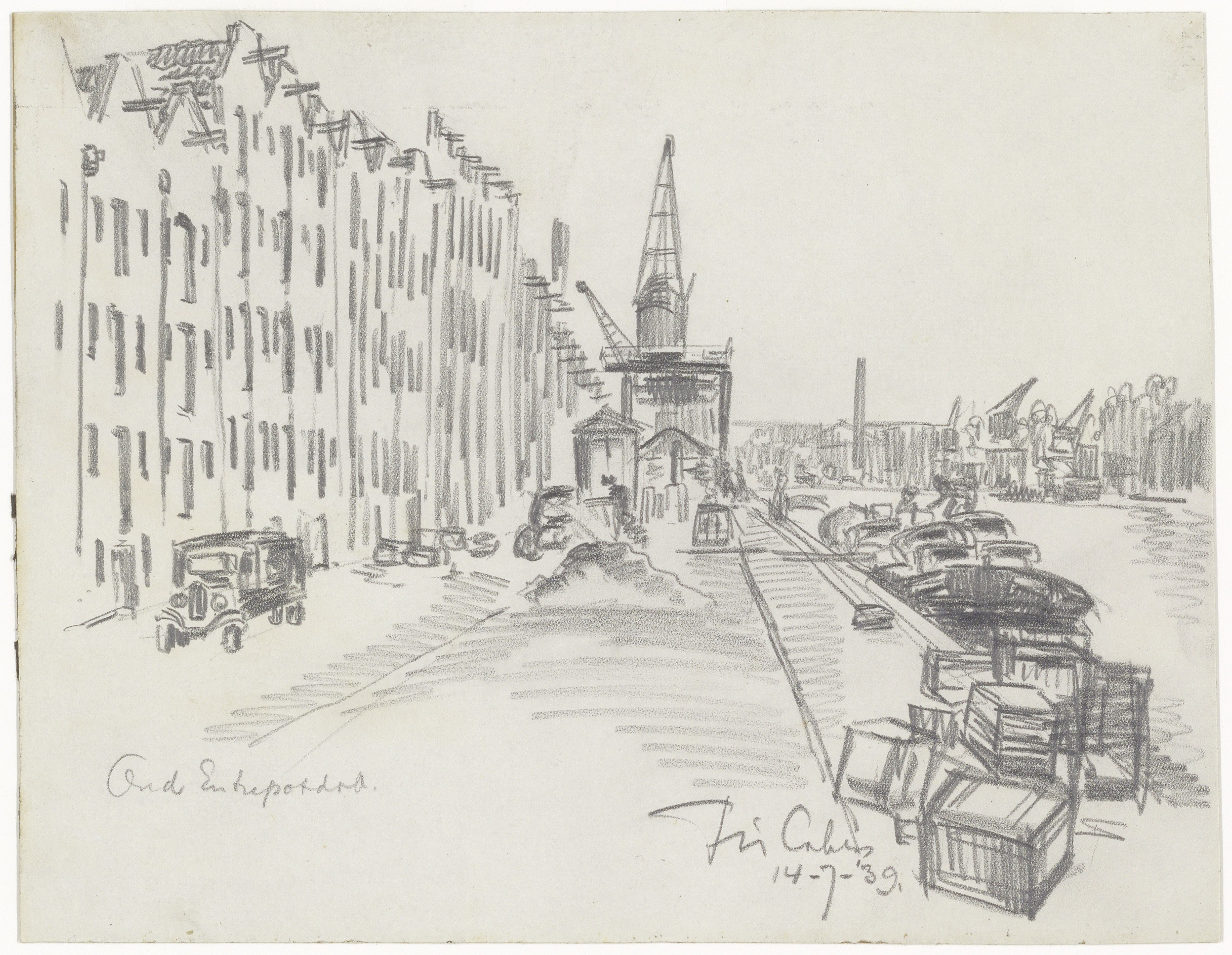
Tekening 'Oud Entrepotdok' (14 juli 1939) door Fré Cohen
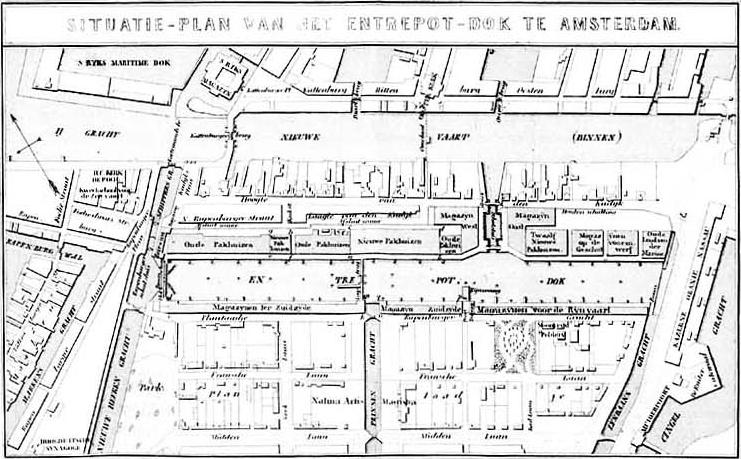
Kaart van het Entrepotdok uit 1842
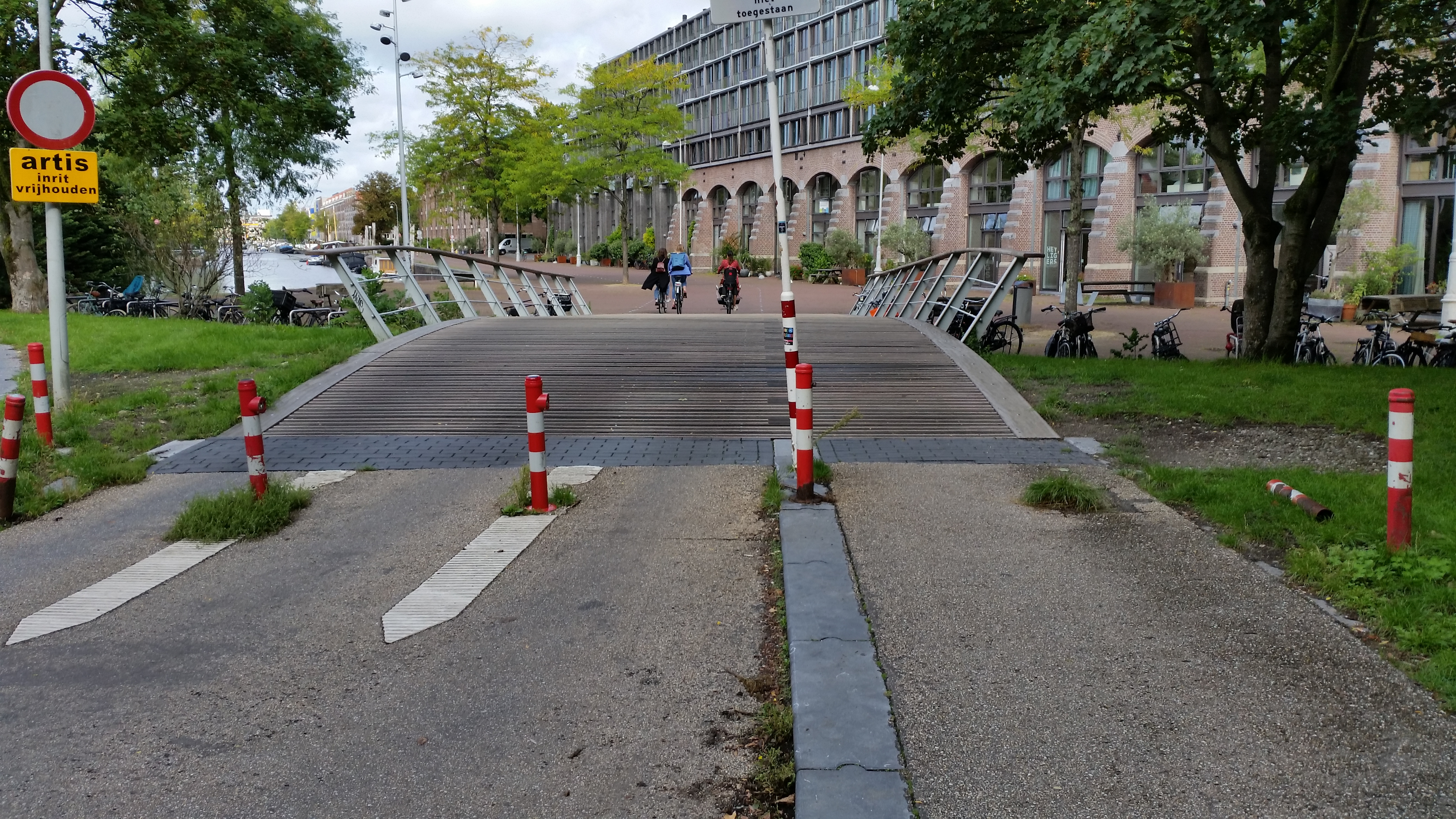
Brug 1933 richting Entrepotdok (september 2020)